# فولکس‌واگن پولو جی۴۰
فولکس‌واگن پولو جی۴۰ (Volkswagen Polo G۴۰) خودرویی است که در سال‌های August ۱۹۸۶ تا July ۱۹۹۴در آلمان، پامپلونا و اسپانیا تولید شده‌است. 
این خودرو در کلاس سوپرمینی قرار گرفته، طراحی آن موتور جلو و خودرو محور جلو بوده است.موتور۳ سیلندر ۱۲۰۰ سی سی - و موتور ۴ سیلندر ۱۴۰۰ سی سی قدرت (اسب بخار) ۶۵ سیستم جعبه‌دندهٔ آن ۵ دنده به صورت دستی است.